# Parki narodowe w Kostaryce
Parki narodowe Kostaryki – lista parków narodowych Kostaryki.
Różnorodność przyrody Kostaryki przekłada się na ilość parków narodowych, rezerwatów i obszarów chronionych, których w sumie jest ponad 160. Łączna ich powierzchnia wynosi około  13043 km² co stanowi około 25% powierzchni całej Kostaryki. W sumie Kostaryka posiada 27 parków narodowych oraz jeden park międzynarodowy.
Wszystkie te obszary są zarządzane przez Sistema Nacional Sinac de Areas (SINAC) przy Ministerstwie Środowiska i Energii (MINAE).

## Lista parków narodowych
| Zdjęcie | Rok utworzenia | Nazwa parku                      | Przybliżona powierzchnia (km²) |
| ------- | -------------- | -------------------------------- | ------------------------------ |
|         | 1991           | Park Narodowy Volcán Arenal      | 121,5                          |
|         | 2004           | Park Narodowy Diriá              | 11                             |
|         | 1974           | Park Narodowy Barra Honda        | 23                             |
|         | 1998           | Park Narodowy Barbilla           | 119                            |
|         | 1978           | Park Narodowy Braulio Carrillo   | 477,5                          |
|         | 1982           | Park Narodowy Cahuita            | 234,5                          |
|         | 1975           | Park Narodowy Chirripó           | 508,5                          |
|         | 1975           | Park Narodowy Corcovado          | 424                            |
|         | 1991           | Park Narodowy Guanacaste         | 325                            |
|         | 1978           | Park Narodowy Isla del Coco      | 23                             |
|         | 1992           | Park Narodowy Juan Castro Blanco | 144,5                          |
|         | 1982           | Park Narodowy La Amistad         | 1990                           |
|         | 1991           | Park Narodowy Marino Las Baulas  | 222                            |
|         | 1972           | Park Narodowy Manuel Antonio     | 16                             |
|         | 1992           | Park Narodowy Marino Ballena     | 55,5                           |
|         | 2005           | Park Narodowy Los Quetzales      | 50                             |
|         | 1978           | Park Narodowy Palo Verde         | 184                            |
|         | 1991           | Park Narodowy Piedras Blancas    | 140                            |
|         | 1973           | Park Narodowy Rincón de la Vieja | 140                            |
|         | 1971           | Park Narodowy Santa Rosa         | 495                            |
|         | 1982           | Park Narodowy Tapantí            | 582                            |
|         | 1975           | Park Narodowy Tortuguero         | 311                            |
|         | 1955           | Park Narodowy Volcán Irazú       | 24                             |
|         | 1976           | Park Narodowy Volcán Tenorio     | 128                            |
|         | 1971           | Park Narodowy Volcán Poás        | 65                             |
|         | 1978           | Park Narodowy Carara             | 52                             |
|         | 1955           | Park Narodowy Volcán Turrialba   | 16                             |
|         | 2002           | Park Narodowy La Cangreja        | 19                             |